# Arrest (JVA)
Arrest ist eine der möglichen Disziplinarmaßnahmen in einer Justizvollzugsanstalt. Nach § 103 Strafvollzugsgesetzes kann gegen einen Gefangenen nur wegen schwerer oder mehrfach wiederholter Verfehlungen bis zu vier Wochen (28 Tage) Arrest verhängt werden. Dies können beispielsweise ein Ausbruchsversuch sein, der Missbrauch einer Vollzugslockerung (wie Ausgang oder Urlaub) oder Gewalt gegen Mitgefangene oder Vollzugspersonal. Auch das bloße Nichtbefolgen der Arbeitspflicht, die aus § 41 StVollzG sowie GG Art. 12 III, folgt, wird in der Praxis häufig mit Arrest geahndet. Den Arrest ordnet ein Justizvollzugsinspektor nach Anhörung des Gefangenen und nach Rücksprache mit den an der Behandlung des Gefangenen beteiligten Bediensteten an.
Der Arrest wird in Einzelhaft vollzogen. Der Gefangene wird dazu in der Regel in einem besonderen Arrestraum untergebracht, der den Anforderungen entsprechen muss, die an einen zum Aufenthalt bei Tag und Nacht bestimmten Haftraum gestellt werden. Lediglich für den Hofgang, zum Duschen und für Besuche von außerhalb ist es dem Gefangenen erlaubt, den Arrestraum zu verlassen. Bis weit in die 1990er-Jahre war es in Deutschland üblich, tagsüber das Bett im Arrestraum hochzuklappen. Als Leselektüre erhielt der Arrestant lediglich die Bibel, mittlerweile sind die Bestimmungen jedoch gelockert, wobei es je nach Bundesland zu Unterschieden in der Ausgestaltung des Arrestes kommen kann.
Vor Vollziehung des Arrestes ist der Arzt zu befragen. Während des Arrestes steht der Inhaftierte unter ärztlicher Aufsicht (§ 107 Abs. 1 StVollzG). Falls die Gesundheit des Gefangenen gefährdet würde, dürfte der Arrest nicht vollzogen bzw. müsste unter- oder abgebrochen werden. Da aber keine Untersuchung des Gefangenen erfolgt, ist diese Auflage in der Praxis ohne Bedeutung.